# Funu

Timoresen präsentieren die Köpfe ihrer Feinde

Mit Funu (Tetum für „Krieg“) wird die Kultur des rituellen Krieges auf der Insel Timor bezeichnet.

## Hintergrund

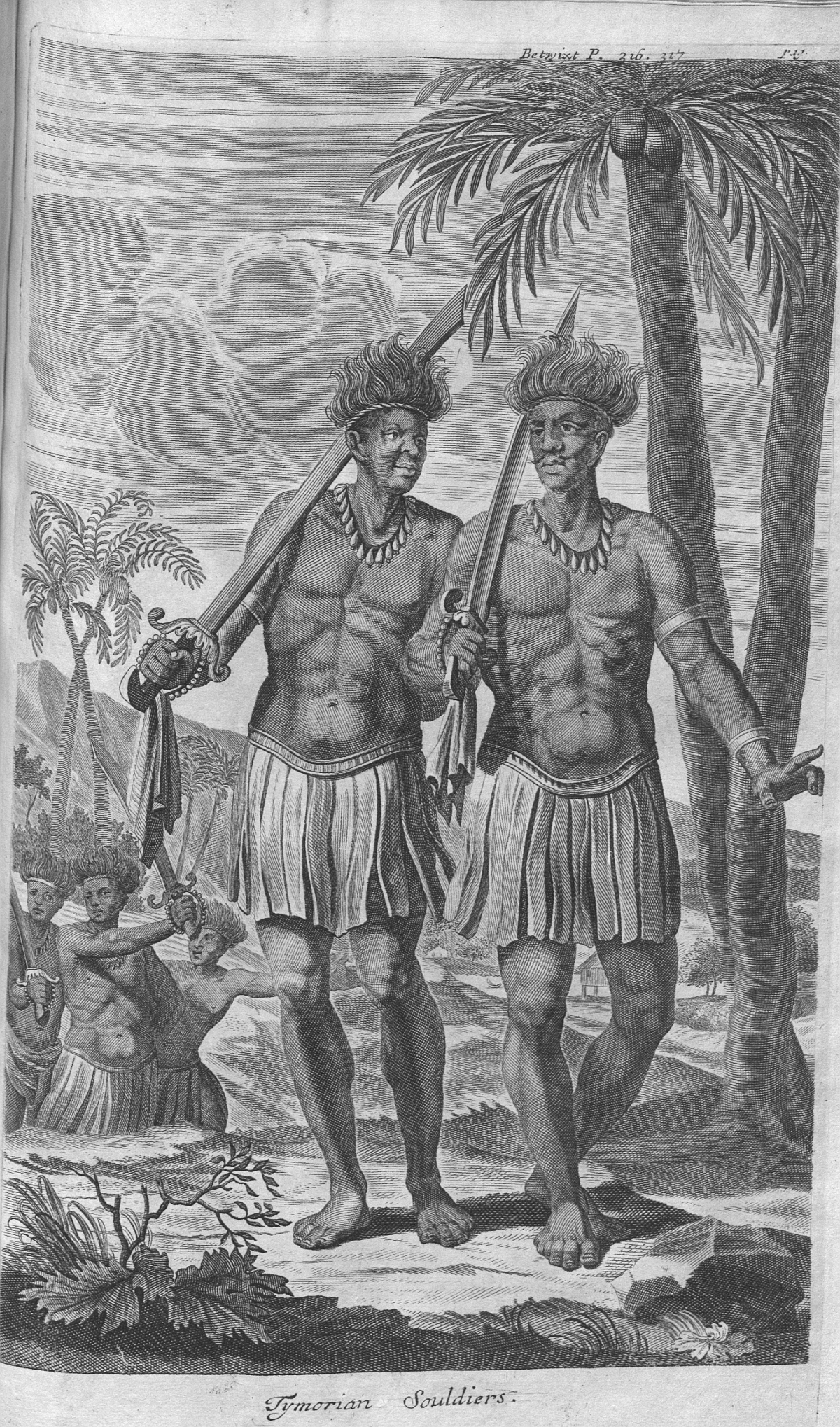
Timoresische Krieger im 17. Jahrhundert (J. Nieuhof)

Die Insel war traditionell in zahlreiche kleine Reiche zersplittert, die nur lose durch Bündnissysteme miteinander verbunden waren. Herrscher der Reiche waren die Liurais. Im Streit um fruchtbares Land, Grenzen, Hochzeitsvereinbarungen oder einfach nur empfundene Missachtungen kam es immer wieder zu Fehden, Kriegen, Eroberungen und Kopfjagden. Selbst zwischen einzelnen Dorfgemeinschaften kam es zu Kämpfen um Ackerland. Auch der hohe Bevölkerungsdruck zwang die einzelnen Dörfer, ihre Territorien auf Kosten anderer ständig zu vergrößern. Der häufigste Grund für Auseinandersetzungen waren Streitigkeiten zwischen Brüdern oder anderen männlichen Verwandten. Scheiterte eine Vermittlung durch die Clan-Ältesten, kam es zum Kampf oder eine kleine Gruppe verließ die Heimat und ließ sich woanders nieder. Folge der häufigen Wanderungen von Teilen der Bevölkerung war aber dann der Kampf um Territorien und Ressourcen am neuen Siedlungsort mit den dortigen Einwohnern, zumal es dann oft keine alte Allianzen zwischen den Gruppen gab. Die allgemein üblichen Raubzüge beim Nachbarn waren dann leichter durchzuführen, was wiederum der Beginn von Fehden sein konnte. Forschungsergebnisse von 1980 über die Traditionen der Bunak und Atoin Meto berichten, dass man bei diesen Ethnien Verbindungen zwischen der Kopfjagd und der Fruchtbarkeit des Landes sah. Die Kopfjagd sei unbedingt notwendig für die erfolgreiche Ernte.
Auch mit dem Eintreffen der beiden Kolonialmächte Portugal und der Niederlande änderte sich diese Tradition nicht. Teils, weil die Kolonialherren nicht die nötige Macht zur Kontrolle hatten, teils weil die Europäer die Fehden zwischen den Reichen zu ihren Vorteil nutzten. Erst in der ersten Hälfte des 20. Jahrhunderts konnte die koloniale Kontrolle soweit ausgedehnt werden, dass die inneren Konflikte unterdrückt wurden. Doch sowohl während des Guerillakrieges gegen die japanischen Besatzer im Zweiten Weltkrieg als auch während des Unabhängigkeitskampfes gegen Indonesien und bei den Unruhen in Osttimor 2006 brachen oft jahrhundertealte Fehden zwischen einzelnen Dörfern hervor, die sich hinter den neuen politischen Konflikten verbargen. Auch beim Problem des heutigen Bandenwesens in Osttimor finden sich Einflüsse des Funu, die von den einzelnen Gruppen in ihre Philosophie mit eingebaut werden.
Wissenschaftler sehen aufgrund von Forschungen auf Neuguinea, wo ähnliche Traditionen existierten, in den stark ritualisierten Kriegen eine Maßnahme gegen eine drohende Überbevölkerung der Insel. Dabei zählten weniger die direkten Opfer der Kämpfe eine Rolle als die Toten, die aufgrund des Hungers nach der Verwüstung der Felder zu beklagen waren. Eroberte Flächen konnten zudem aufgrund von Tabus nicht sofort von den Siegern genutzt werden, da man die Rache der Geister fürchtete. Immerhin konnten diese nun brachliegenden Flächen sich wieder regenerieren, was einer Auslaugung der Böden entgegenwirkte. Die Kriegsform führte besonders zu einer erhöhten Kindersterblichkeitsrate bei Mädchen, wodurch auch durch die geringe Anzahl der Opfer unter den Kriegern das Gleichgewicht zwischen den Geschlechtern regional gehalten wurde. Eine große Anzahl von Männern bewirkte einen größeren Schutz für die eigene Bevölkerung und das Territorium, weswegen männliche Nachkommen eine hohe Bedeutung hatten.

## Kriegsvorbereitung

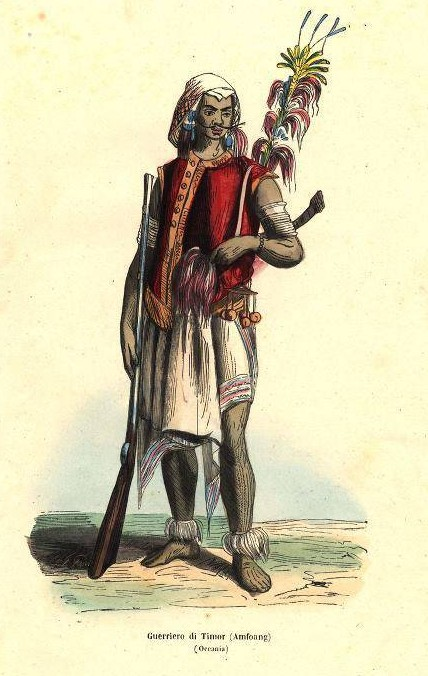
Ein Meo aus Westtimor in den 1820ern

Nur mit der Einwilligung durch die Geister der Ahnen konnte man in den Krieg ziehen. Der Priester (Dato-lulik) opferte dafür einen Büffel und befragte die Geister. Akzeptierten die Geister den vorgegebenen Kriegsgrund nicht, musste man die Begründung solange ändern, bis die Geister zustimmten. Jeder Mann musste nun ein Huhn töten. Streckte das Huhn dabei das rechte Bein nach oben, musste der Mann in den Kampf ziehen, streckte das Huhn das linke Bein hoch, war er dazu bestimmt, daheim Frauen und Kinder zu beschützen. Die abgelehnten Krieger konnten, wenn sie wollten, das Orakel noch ein zweites Mal befragen. Erhielt man dann die Erlaubnis zum Kampf, war aber die Wahrscheinlichkeit groß, verwundet oder getötet zu werden, während die Erwählten aus der ersten Runde nach dem Glauben gegen alle Waffen unverwundbar waren.
Die Bedeutung dieser Zeremonien brachte so manchen portugiesischen Offizier zur Verzweiflung, der auf einheimische Hilfstruppen angewiesen war. Die Zeremonien dauerten manchmal tagelang und führten so zu Verzögerungen (Zeit in der bei innertimoresischen Konflikten Verhandlungen noch zu einer friedlichen Beilegung führen konnten). Standen die Zeichen schlecht und die Portugiesen zwangen ihrer Krieger dennoch zur Schlacht, mussten sie ohnmächtig mitansehen, wie ihre Verbündeten massenhaft vom Schlachtfeld desertierten, sobald einer der ihren getötet wurde.

## Die Schlacht
Beim Aufmarsch ertönten Kriegsschreie (aclalak). Prachtvoll geschmückte Meos stellten sich vor der Schlacht vor die Krieger und begannen mit Kriegstänzen, die Stimmung anzuheizen, den Mut ihres Stammes zu preisen und die Gegner zu beschimpfen. Nach Abzug der Meos beschossen sich die gegnerischen Parteien aus großer Entfernung heraus gegenseitig – ursprünglich mit Pfeil und Bogen, später mit Feuerwaffen. Mit dem Tod eines Kriegers endete der Kampf. Bei dieser Kriegsführung war aber weniger die Feldschlacht das Ziel, eher setzte man auf Überfälle aus dem Hinterhalt, um möglichst viele Köpfe gegnerischer Krieger, Frauen und Kinder als Sklaven sowie Vieh zu erbeuten und manchmal auch das Land des Gegners zu verwüsten. Frauen wurden nur enthauptet, wenn sie versuchten, aus bereits eroberten Dörfern zu fliehen, da dies gegen die Sitten verstieß.

## Nach dem Kampf

Zur Schau aufgestellte Köpfe von Rebellen in Manatuto

Hatte ein Krieger einen Gegner getötet und enthauptet, rief er zur gegnerischen Gruppe, um den Namen seines Opfers zu erfahren. Dann nannte er ihnen seinen eigenen Namen und Rang und verließ den Ort des Kampfes. Der Kopf wurde zunächst dem eigenen Liurai oder Dorfchef (Dato) präsentiert und mit Demütigungen überhäuft. Zum Beispiel kickte man ihn wie einen Fußball herum. Dann brachte man ihn nach Hause.
Die Begrüßung der aus dem Kampf zurückkehrenden Krieger erfolgte mit dem traditionellen Likurai-Tanz der Frauen. Hierbei wurden die erbeuteten Köpfe zur Schau gestellt. Jene, die einen Kopf in einer Schlacht erbeutet hatten, empfingen höhere Ehren als solche, die aus dem Hinterhalt heraus einen Gegner getötet hatten. Die erfolgreichen Kopfjäger erhielten den Titel Asuwain (Assuai, deutsch der Tapfere). Dem Asuwaini wurde als Trophäe ein Armreif oder eine metallene, runde Brustplatte (Belak) übergeben, die er um den Hals gehängt trug. Der Kopf wurde nun unter Gesängen gereinigt und zur Konservierung geräuchert. Während der langwierigen Zeremonie war dem Krieger essen verboten und er musste sich von Frauen fernhalten.
Die präparierten Köpfe wurden zunächst in den Hütten des Asuwains aufbewahrt oder an besonderen heiligen (lulik) Orten zur Schau gestellt. Das konnten große Feigen- oder Tamarindenbäume sein oder die Köpfe wurden in Mauern oder Felshaufen eingekeilt. Diese Orte galten als Kontaktzonen zur spirituellen Welt. Im Heim aufbewahrten Köpfen musste zu jeder Mahlzeit ebenfalls etwas zu essen angeboten werden.
Nach einem Friedensschluss übergab man die Köpfe unter großem Weinen und Klagen an die Familie des Toten. War zwischenzeitlich ein Kopf verlorengegangen, musste eine hohe Entschädigung gezahlt werden. Damit endeten auch die Feindschaften zwischen den Gruppen. Gefestigt wurde der Frieden meist mit einer Hochzeit oder mit Blutsbrüderschaft. Dies verpflichtete dann im Kriegsfall zur bewaffneten Unterstützung.

## In der Kolonialzeit
Die Portugiesen verurteilten die timoresische Kriegführung als barbarisch und anarchisch. Verbote der Kopfjagd konnte man aber zunächst nicht durchsetzen. Später übernahmen die Gouverneure aber die Zurschaustellung der Köpfe von gefallenen Rebellen, inklusive des  Likurai-Tanzes. So zum Beispiel 1861 unter Gouverneur Afonso de Castro und 1912 unter Gouverneur Filomeno da Câmara de Melo Cabral. Cabral soll während der Zeremonie sogar traditionsgemäß selbst den ersten Tritt gegen einen Kopf durchgeführt haben. Den Krieg von Laleia (1878–1880) nutzte der oberste Missionar António Joaquim de Medeiros über die Kopfjagd 35 Schädel von Timoresen zu sammeln, die als Teil einer anthropologischen Sammlung nach Portugal geschickt wurden.
1894 wurde gegen Pater Martin, den Pfarrer von Okussi, ein Verfahren eingeleitet. Er hatte zugelassen, dass Köpfe im Eingangsbereich der Kirche aufgestellt wurden, um sie vom Pfarrer und dem Liurai segnen zu lassen. Außerdem hatte der Pfarrer einem Krieger das Versprechen abgenommen, eine Spende zu zahlen, falls dessen Gebete erhört werden und der Krieger einen Kopf im Kampf erbeuten würde. Der Krieger bezahlte tatsächlich nach erfolgreicher Kopfjagd. Der Pfarrer rechtfertigte sein Handeln mit der Zweckmäßigkeit, da sonst die Portugiesen keine Krieger finden könnten, wenn man ihnen die Kopftrophäen verbieten würde.